# Akvadukt Dhuis
Akvadukt Dhuis (francouzsky Aqueduc de la Dhuis) je podzemní akvadukt, který byl postaven v letech 1863–1865, aby zásoboval Paříž pitnou vodou z řeky Dhuis. Dnes slouží k zásobování pitnou vodou nejen Paříže, ale i oblasti Val d'Europe, např. Disneyland Paris. Akvadukt měří 128,61 km.

## Historie
Na počátku 19. století byla Paříž, vedle studen a nádrží, zásobována pitnou vodou jen z pramenů z Belleville a Le Pré-Saint-Gervais a Medicejským akvaduktem. Výstavba kanálu Ourcq v letech 1802–1822 zajistila významný zdroj pitné vody. První artéské studny byly ve města vyhloubeny v roce 1841. Pro rychle rostoucí pařížskou populaci však bylo třeba zajistit další zdroje. V roce 1854 rozhodli Napoleon III., prefekt Georges Eugène Haussmann a inženýr Eugène Belgrand o programu zásobování města vodou. Akvadukt Dhuis byl určen jako první stavební projekt. Dekretem ze 4. března 1862 bylo rozhodnuto o veřejném využití. Práce byly rozděleny na dvě části, začaly na konci června 1863 a proběhly velmi rychle. Voda byla do akvaduktu vpuštěna 2. srpna 1865 a pravidelná dodávka začala 1. října, kdy byl naplněn rezervoár Ménilmontant. Výstavba akvaduktu Dhuis stála 18 miliónů tehdejších franků. V roce 1889 se množství dodávané vody zvýšilo průměrně na 66 miliónů m3 ročně. V roce 1896 rezervoáry na severu Paříže zásobovaly čtvrtě Montmartre, Belleville a Passy.

## Popis
Akvadukt byl vybudován jako podzemní napájený vodou z řeky Dhuis, menší částí z řek Marny a Aisne. Úplná délka akvaduktu činí 128,61 km. Jeho sklon je nízký: začátek je v nadmořské výšce 128 m a klesá pouze o 20 m do nadmořské výšky 108 m. Sklon činí sice pouhých 0,10 m/km, ale je dostačující pro tok vody jednoduchým působením gravitace. Jeho průměrný průtok je 22 000 m3 / den. Vodní dílo tvoří místy zděnou chodbu vysokou 2,20 m a širokou 1,80 m. Parcely jsou majetkem města Paříže. Provoz akvaduktu řídí communauté Val d'Europe Agglomeration, která jej koupila v roce 2015 od firmy Eau de Paris.
Přívod vody pro akvadukt se nachází ve městě Pargny-la-Dhuys, v departementu Aisne, vzdušnou čarou 85 km východně od Paříže. Stavba postupně protíná jih Aisne, Seine-et-Marne, Seine-Saint-Denis a v Porte de Ménilmontant vstupuje do Paříže, kde končí u nádrže Ménilmontant.
Akvadukt protíná 21 údolí s hloubkou mezi 20 a 73 m pomocí několika násosek. Jeho trasa vede přes náhorní plošiny východně od Paříže. Používá zde dvě velké násosky: jednu mezi obcemi Dampmart a Chessy k překročení řeky Marny, druhou mezi Rosny-sous-Bois a Le Raincy poblíž náhorní plošiny Avron. Až do Chessy sleduje akvadukt víceméně průběh Marny na jejím jižním břehu. Od Chessy se akvadukt stáčí na sever a poté míří na východ a do Paříže.
Akvadukt má každých 500 m vybudovanou vpust umožňující kontrolu vodního díla. Zvenčí mají tvar malých staveb z betonu nebo cihel s kovovými dveřmi natřenými nazeleno. Trať je také opatřena body, udávajícími vzdálenost od napájení v Pargny-la-Dhuys. Poslední značka se nachází v Paříži naproti domu č. 10 na Avenue de la Porte-de-Ménilmontant a nese označení „1308“, tj. 130,8 km.
Akvadukt prochází celkem 59 obcemi ve 4 departmentech:
- Aisne:
  - Pargny-la-Dhuys, Montlevon, Courboin, Condé-en-Brie, Saint-Eugène, Connigis, Crézancy, Fossoy, Blesmes, Chierry, Étampes-sur-Marne, Nesles-la-Montagne, Nogentel, Chézy-sur-Marne, Nogent-l'Artaud, Pavant
- Seine-et-Marne:
  - Citry, Saâcy-sur-Marne, Reuil-en-Brie, La Ferté-sous-Jouarre, Sept-Sorts, Jouarre, Signy-Signets, Sammeron, Saint-Jean-les-Deux-Jumeaux, Trilport, Montceaux-lès-Meaux, Fublaines, Saint-Fiacre, Boutigny, Nanteuil-lès-Meaux, Mareuil-lès-Meaux, Quincy-Voisins, Couilly-Pont-aux-Dames, Condé-Sainte-Libiaire, Montry, Coupvray, Chalifert, Chessy, Dampmart, Thorigny-sur-Marne, Carnetin, Annet-sur-Marne, Villevaudé, Claye-Souilly, Le Pin, Courtry
- Seine-Saint-Denis:
  - Coubron, Clichy-sous-Bois, Montfermeil, Gagny, Le Raincy, Villemomble, Rosny-sous-Bois, Noisy-le-Sec, Romainville, Montreuil, Bagnolet
- Paříž

## Využití
Akvadukt nyní zásobuje vodou především Disneyland Paris v Marne-la-Vallée, pouze malá část vody je dovedena až do Paříže.